# 안드레아스 링거
안드레아스 링거(독일어: Andreas Linger, 1981년 5월 31일 ~ )는 오스트리아의 은퇴한 루지 선수이다. 동생 볼프강 링거 또한 루지 선수이다.